# Mobilkom Austria
mobilkom austria AG est un ancien opérateur de téléphonie mobile autrichien. Fondé en 1996 et appartenant au groupe Telekom Austria, il a été le plus gros opérateur de téléphonie mobile en Autriche. Lors de la fusion des activités de téléphonie mobile et fixe du groupe Telekom Austria, la société disparait au profit du nouvel opérateur A1 Telekom Austria.